# Kukkiwon

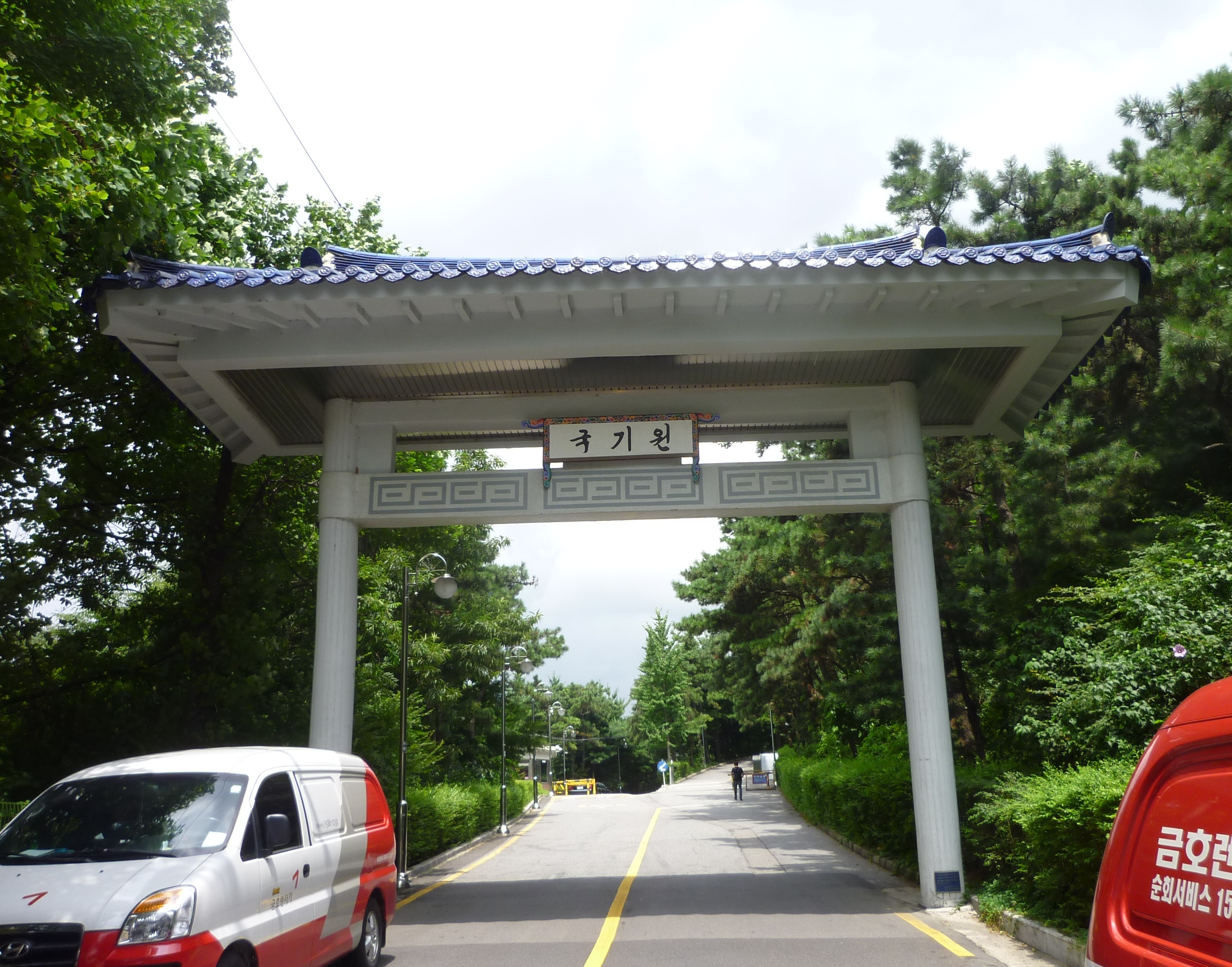
Toegang tot Kukkiwon

Kukkiwon, ook wel bekend als het Wereldtaekwondohoofdkwartier, is een organisatie gevestigd in Zuid-Korea welke belast is met de registratie en certificering van taekwondo-beoefenaars wereldwijd. Het Kukkiwon werd op 30 november 1972 in het leven geroepen.
Een andere functie van het Kukkiwon is het doen van onderzoek en het organiseren van seminars. Kukkiwon is de thuisbasis van de Wereldtaekwondoacademie.
Kukkiwon is de enige organisatie erkend door de World Taekwondo, WT, voor het uitreiken van dan-graden. De WT en Kukkiwon zijn twee verschillende organisaties, maar worden door hun nauwe samenwerking vaak met elkaar verward.